# Nicolet-Yamaska
A Regionalidade Municipal do Condado de Nicolet-Yamaska está situada na região de Centre-du-Québec na província canadense de Quebec. Com uma área de mais de mil quilómetros quadrados, tem, segundo o censo de 2006, uma população de cerca de vinte e duas mil pessoas sendo comandada pela cidade de Nicolet. Ela é composta por 16 municipalidades: 1 cidade, 11 municípios, 3 freguesias e 1 aldeia.

## Municipalidades

### Cidade
- Nicolet

### Municípios
- Aston-Jonction
- Baie-du-Febvre
- Grand-Saint-Esprit
- La Visitation-de-Yamaska
- Pierreville
- Saint-Célestin
- Sainte-Eulalie
- Saint-François-du-Lac
- Saint-Léonard-d'Aston
- Sainte-Monique
- Saint-Wenceslas

### Freguesias
- Saint-Elphège
- Sainte-Perpétue
- Saint-Zéphirin-de-Courval

### Aldeia
- Saint-Célestin

## Região Autônoma
A reserva indígena de Odanak não é membros do MRC, mas seu território está encravado nele.